# Sekai no Owari
Sekai no Owari (japanisch 世界の終わり ‚Das Ende der Welt‘) ist eine japanische Band, die sich verschiedener Genres aus der Pop- und Rock-Richtung bedient. Die auch kurz Sekaowa (セカオワ) genannte Band besteht aus den vier Mitgliedern Fukase, Nakajin, Saori und DJ LOVE.

## Bandmitglieder

### Fukase
Fukase ist der Leadsänger und Gitarrist der Band. Meistens singt er nur, in wenigen Stücken spielt er zusätzlich Gitarre.

### Nakajin
Nakajin, bürgerlich Shin’ichi Nakajima (中島 真一), ist der Leadgitarrist und zweite Sänger der Band. Neben der Akustik- und der E-Gitarre spielt er außergewöhnlichere Saiteninstrumente wie Banjo oder die traditionell japanische Shamisen.

### Saori
Saori ist für die Show-Produktion zuständig und spielt gleichzeitig Klavier, Keyboard und Akkordeon.

### DJ LOVE
DJ LOVE (bürgerlicher Name unbekannt) tritt mit einer Clownsmaske auf.

## Diskografie

### Alben
| Jahr | Titel                    | Höchstplatzierung, Gesamtwochen, AuszeichnungChartsChartplatzierungen (Jahr, Titel, Platzierungen, Wochen, Auszeichnungen, Anmerkungen) | Anmerkungen                            |
| Jahr | Titel                    | JP | Anmerkungen                            |
| ---- | ------------------------ | --- | -------------------------------------- |
| 2007 | sekai NO oWARi           | — | Erstveröffentlichung: 2007 Demo        |
| 2010 | Earth                    | JP15 (146 Wo.)JP | Erstveröffentlichung: 7. April 2010    |
| 2012 | Entertainment            | JP2 Platin · (176 Wo.)JP | Erstveröffentlichung: 18. Juli 2012    |
| 2015 | Tree                     | JP1 ×2Doppelplatin · (89 Wo.)JP | Erstveröffentlichung: 14. Januar 2015  |
| 2019 | Lip                      | JP1 Gold · (25 Wo.)JP | Erstveröffentlichung: 27. Februar 2019 |
| 2019 | Eye                      | JP2 Gold · (25 Wo.)JP | Erstveröffentlichung: 27. Februar 2019 |
| 2021 | Sekai no Owari 2010-2019 | JP1 Gold · (56 Wo.)JP | Erstveröffentlichung: 10. Februar 2021 |
| 2021 | Scent of Memory          | JP3 (23 Wo.)JP | Erstveröffentlichung: 21. Juli 2021    |
| 2024 | Nautilus                 | JP2 Gold · (38 Wo.)JP | Erstveröffentlichung: 13. März 2024    |

### Singles
| Jahr | Titel Album                                                                                 | Höchstplatzierung, Gesamtwochen, AuszeichnungChartsChartplatzierungen (Jahr, Titel, Album, Platzierungen, Wochen, Auszeichnungen, Anmerkungen) | Anmerkungen                                                       |
| Jahr | Titel Album                                                                                 | JP | Anmerkungen                                                       |
| ---- | ------------------------------------------------------------------------------------------- | --- | ----------------------------------------------------------------- |
| 2010 | Maboroshi no Inochi (幻の命) Earth                                                          | — | Erstveröffentlichung: 2010                                        |
| 2010 | Tenshi to Akuma/Fantasy (天使と悪魔/ファンタジー), ~/Fantashī Entertainment                 | JP8 (14 Wo.)JP | Erstveröffentlichung: 3. November 2010                            |
| 2011 | Inori Entertainment                                                                         | JP13 (22 Wo.)JP | Erstveröffentlichung: 17. August 2011                             |
| 2011 | Starlight Parade (スターライトパレード), Sutāraito Parēdo Entertainment                     | JP16 Gold (Streaming) · (18 Wo.)JP | Erstveröffentlichung: 23. November 2011                           |
| 2012 | Nemuri-hime (眠り姫) Entertainment                                                          | JP4 Gold (Streaming) · (9 Wo.)JP | Erstveröffentlichung: 30. Mai 2012                                |
| 2013 | Rpg Tree                                                                                    | JP2 ×2Gold + Doppelplatin (Digital) · (89 Wo.)JP                                                                                               | Erstveröffentlichung: 1. Mai 2013 · + JP: Platin (Streaming)      |
| 2014 | Snow Magic Fantasy (スノーマジックファンタジー), Sunō Maji Tree                             | JP1 Gold + Gold (Digital) · (24 Wo.)JP | Erstveröffentlichung: 22. Januar 2014 · + JP: Gold (Streaming)    |
| 2014 | Honō to Mori no Carnival (炎と森のカーニバル), Honō to Mori no Kānibaru Tree                | JP2 Gold + Gold (Digital) · (39 Wo.)JP | Erstveröffentlichung: 9. April 2014 · + JP: Gold (Streaming)      |
| 2014 | Dragon Night Tree                                                                           | JP4 ×2Gold + Doppelplatin (Digital) · (27 Wo.)JP                                                                                               | Erstveröffentlichung: 15. Oktober 2014 · + JP: Platin (Streaming) |
| 2015 | Anti-Hero Eye                                                                               | JP2 Gold + Gold (Digital) · (19 Wo.)JP | Erstveröffentlichung: 29. Juli 2015                               |
| 2015 | SOS / Present (SOS/プレゼント), SOS / Puresento Eye / Sekai no Owari 2010-2019              | JP1 Gold · (21 Wo.)JP | Erstveröffentlichung: 25. September 2015                          |
| 2016 | Hey Ho Lip                                                                                  | JP3 Gold · (21 Wo.)JP | Erstveröffentlichung: 5. Oktober 2016                             |
| 2017 | Rain Lip                                                                                    | JP2 Gold (Digital) + Gold (Streaming) · (33 Wo.)JP                                                                                             | Erstveröffentlichung: 5. Juli 2017                                |
| 2018 | Sasanqua Lip                                                                                | JP4 Gold (Digital) + Gold (Streaming) · (7 Wo.)JP                                                                                              | Erstveröffentlichung: 28. Februar 2018                            |
| 2020 | Umbrella / Dropout Scent of Memory                                                          | JP3 (23 Wo.)JP | Erstveröffentlichung: 24. Juni 2020                               |
| 2020 | Silent Scent of Memory                                                                      | JP4 ×2Gold (Digital) + Doppelplatin (Streaming) · (18 Wo.)JP                                                                                   | Erstveröffentlichung: 16. Dezember 2020                           |
| 2022 | Diary Nautilus                                                                              | JP3 (12 Wo.)JP | Erstveröffentlichung: 9. Februar 2022                             |
| 2022 | Habit Nautilus                                                                              | JP4 ×3Platin (Digital) + Dreifachplatin (Streaming) · (52 Wo.)JP                                                                               | Erstveröffentlichung: 28. April 2022                              |
| 2023 | Saraba (サラバ) / Turquoise (ターコイズ) / Butterfly Effect (バタフライエフェクト) Nautilus | JP3 (10 Wo.)JP | Erstveröffentlichung: 28. Juni 2023                               |
| 2023 | Robo Nautilus                                                                               | — | Erstveröffentlichung: 28. Juni 2023                               |
| 2023 | The Peak (最高到達点) Nautilus                                                              | JP— Gold (Digital) + Platin (Streaming)JP | Erstveröffentlichung: 17. September 2023                          |
| 2024 | Time Machine (タイムマシン) Nautilus                                                        | — | Erstveröffentlichung: 2024                                        |
| 2024 | Romantic –                                                                                  | JP— Gold (Streaming)JP | Erstveröffentlichung: 10. Mai 2024                                |
| 2024 | Shiori (栞) Moshimo Umarekawattanara Sotto Konna Koe Ni Natte                               | — | Erstveröffentlichung: 2024                                        |

Weitere Lieder
- 2010: Nijiiro no Sensō (虹色の戦争) (JP: Platin (Streaming))

### Videoalben
| Jahr | Titel                                                         | Höchstplatzierung, Gesamtwochen, AuszeichnungChartsChartplatzierungen (Jahr, Titel, Platzierungen, Wochen, Auszeichnungen, Anmerkungen) | Anmerkungen                            |
| Jahr | Titel                                                         | JP | Anmerkungen                            |
| ---- | ------------------------------------------------------------- | --- | -------------------------------------- |
| 2011 | 2010.12.23 Shibuya C.C.Lemon Hall                             | JP16 (26 Wo.)JP | Erstveröffentlichung: 15. Juni 2011    |
| 2011 | Ap Bank Fes ’10                                               | JP3 (7 Wo.)JP | Erstveröffentlichung: 6. Juli 2011     |
| 2013 | Arena Tour 2013 Entertainment in (国立代々木第一体育館)       | JP2 (89 Wo.)JP | Erstveröffentlichung: 17. Juli 2013    |
| 2014 | 炎と森のカーニバル in 2013                                    | JP1 Gold · (81 Wo.)JP | Erstveröffentlichung: 9. April 2014    |
| 2015 | Tokyo Fantasy Sekai No Owari DVD (スタンダード・エディション) | JP6 (10 Wo.)JP | Erstveröffentlichung: 15. April 2015   |
| 2016 | Twilight City at Nissan Stadium                               | JP2 (30 Wo.)JP | Erstveröffentlichung: 17. Februar 2016 |
| 2017 | The Dinner                                                    | JP2 (16 Wo.)JP | Erstveröffentlichung: 11. Januar 2017  |
| 2018 | Tarkus                                                        | JP2 (23 Wo.)JP | Erstveröffentlichung: 7. März 2018     |
| 2020 | The Colors                                                    | JP1 (13 Wo.)JP | Erstveröffentlichung: 5. Februar 2020  |